# Premis del Sindicat Nacional de l'Espectacle de 1973
Els trenta-tresens Premis Nacionals de Cinematografia concedits pel Sindicat Nacional de l'Espectacle corresponents a 1973 es van concedir el 30 de gener de 1974 a Madrid. En aquesta edició els premis econòmics foren per 5 pel·lícules i 875.000 pessetes, i un total de 265.000 pessetes als premis al millor director, guió, actor i actriu principal, actor i actriu secundaris, fotografia, decorats i música. També foren premiats els curtmetratges El rayo que no cesa de Guillermo de la Cueva Alonso, Encinares, de Guillermo F. de Zúñiga, i La torre de Babel, d'Antonio Pérez Olea.

## Guardonats de 1973
| Categoria                | Premi       | Pel·lícula premiada              | Director                                        |
| ------------------------ | ----------- | -------------------------------- | ----------------------------------------------- |
| Premi especial           | 250.000 pts | El último viaje                  | José Antonio de la Loma                         |
| 1r premi                 | 250.000 pts | Proceso a Jesús                  | José Luis Sáenz de Heredia                      |
| 2n premi                 | 150.000 pts | Autopsia                         | Juan Logar                                      |
| 3r premi                 | 125.000 pts | Lo verde empieza en los Pirineos | Vicente Escrivá                                 |
| 4t premi                 | 100.000 pts | Aborto criminal                  | Ignasi F. Iquino                                |
| 5è premi                 | 100.000 pts | El niño es nuestro               | Manuel Summers                                  |
| Millor director          | 45.000 pts  | Pedro Masó                       | Una chica y un señor                            |
| Millor guió              | 45.000 pts  | Carlos Blanco                    | Don Quijote cabalga de nuevo                    |
| Millor actriu            | 30.000 pts  | María José Alfonso               | Manolo la nuit                                  |
| Millor actor             | 30.000 pts  | Javier Escrivá                   | El chulo                                        |
| Millor actriu principal  | 20.000 pts  | Lina Canalejas                   | El love feroz o Cuando los hijos juegan al amor |
| Millor actor principal   | 20.000 pts  | Alfredo Mayo                     | La campana del infierno                         |
| Millor actriu secundària | 10.000 pts  | Helga Liné                       | El chulo                                        |
| Millor actor secundari   | 10.000 pts  | Eduardo Calvo                    | El asesino está entre los trece                 |
| Millor labor de conjunt  | 10.000 pts  | María Francés i Xan das Bolas    |                                                 |
| Millor fotografia        | 25.000 pts  | Antonio López Ballesteros        | No es bueno que el hombre esté solo             |
| Millors decorats         | 20.000 pts  | Gil Parrondo                     | Don Quijote cabalga de nuevo                    |
| Millor música            | 20.000 pts  | Salvador Ruiz de Luna            | El mejor alcalde, el rey                        |